# Kriminalpolizei

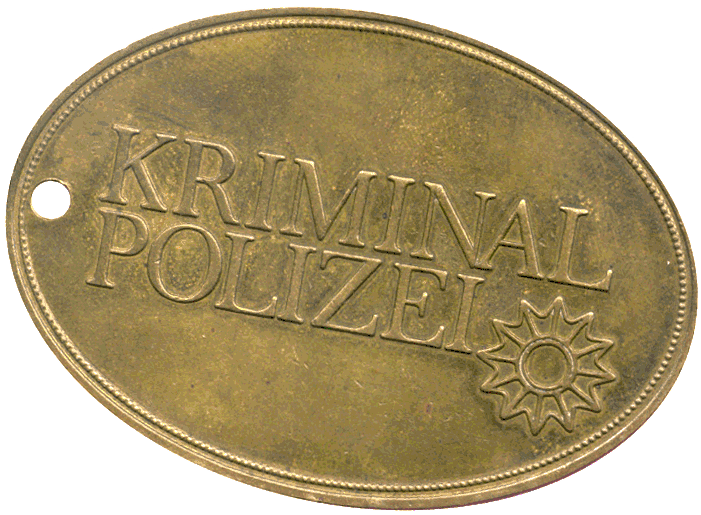
Antigua placa de los investigadores de la "Kriminalpolizei"

La Kriminalpolizei (en español, traducible como Policía Criminal) es un término genérico empleado para referirse a la sección de investigaciones criminales de las Policías en Alemania, Austria y los cantones germanoparlantes de Suiza. 
En la Alemania nazi, la KriPo quedó bajo control de las SS y en septiembre de 1939, con el comienzo de la Segunda Guerra Mundial, fue integrada en la Oficina Central de Seguridad del Reich como el Amt V (Departamento V). Tras el final de la contienda desapareció con la disolución del resto de las instituciones nazis. Desde 1951, y hasta la actualidad, existe un departamento federal de la policía criminal denominado Bundeskriminalamt (BKA). 
En Noruega se conoce como Kripos a la sección criminal de la Policía noruega.